# Șovarna (gmina)
Șovarna – gmina w Rumunii, w okręgu Mehedinți. Obejmuje miejscowości Ohaba, Studina i Șovarna. W 2011 roku liczyła 1270 mieszkańców.